# Bandiera del New Hampshire
La bandiera del New Hampshire è composta dal sigillo dello Stato in campo blu scuro.
La bandiera fu adottata nel 1909 e cambiata del 1931 a seguito del cambiamento dello stemma.

## Bandiere storiche

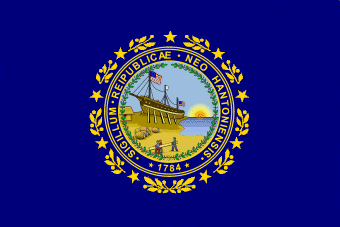
Bandiera del New Hampshire (1909-1931)